# Gillo Pontecorvo

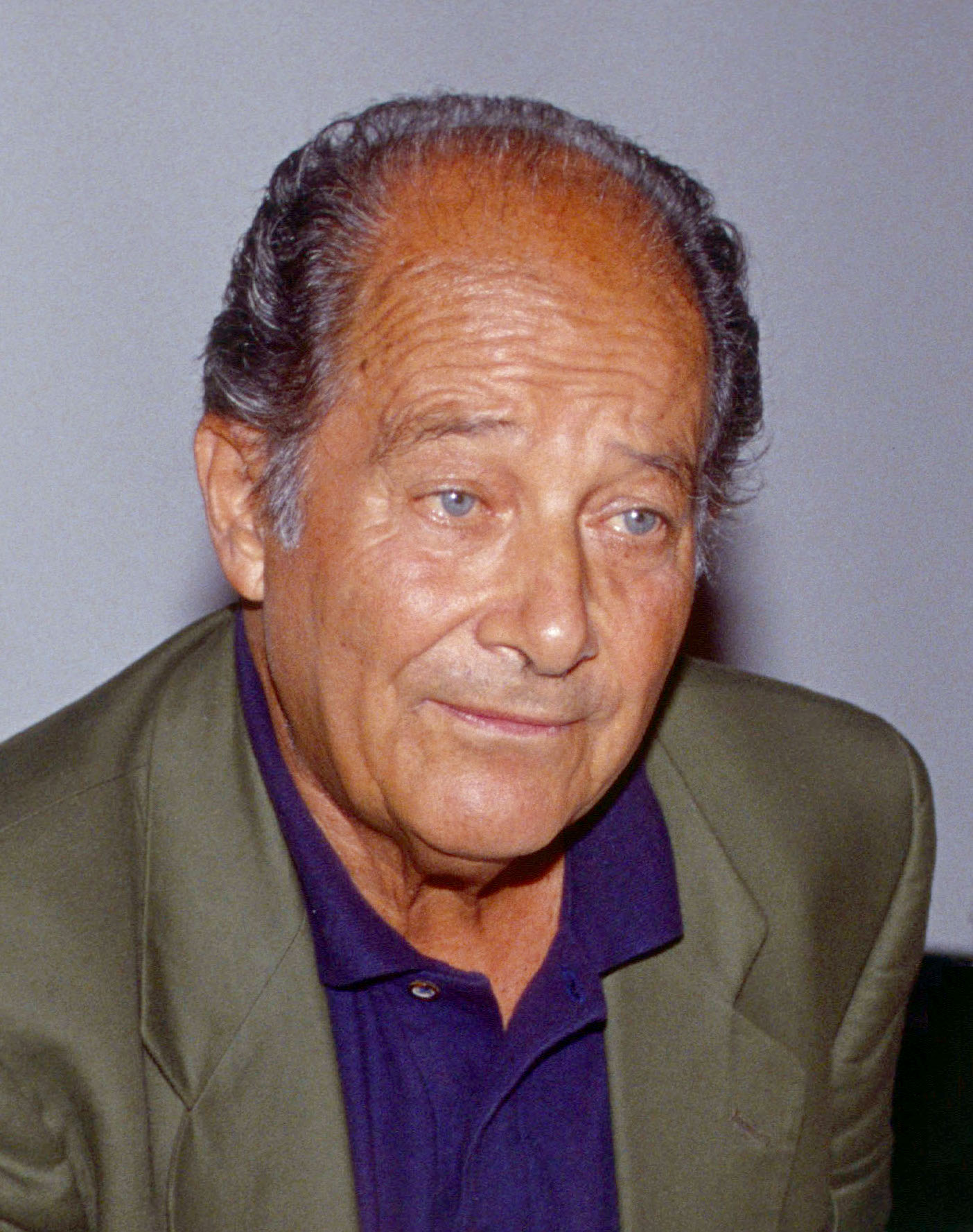
Gillo Pontecorvo

Gillo Pontecorvo (eigentlich Gilberto Pontecorvo; * 19. November 1919 in Pisa; † 12. Oktober 2006 in Rom) war ein italienischer Filmregisseur und Drehbuchautor.

## Leben und Wirken
Gilberto Pontecorvo, dessen Brüder Bruno Pontecorvo und Guido Pontecorvo renommierte Naturwissenschaftler wurden, studierte zunächst Chemie. Nach einem Intermezzo als Journalist und politischer Korrespondent in Paris begann seine Filmkarriere 1951 als Assistent bei Regisseur Yves Allégret. Ab 1953 drehte er kurze Dokumentarfilme, bevor er 1957 in Das Leben ist ohne Gnade mit Yves Montand in der Hauptrolle sein Regiedebüt gab. Sein größter Beitrag zur Filmgeschichte ist das ergreifende Kriegsdrama Schlacht um Algier von 1966, dessen realistische Darstellung der historischen Ereignisse es so authentisch erscheinen ließ, dass viele Zuschauer den Film für eine Dokumentation hielten. Der Film erhielt 1966 die höchste Auszeichnung Goldener Löwe bei den Filmfestspielen von Venedig. Pontecorvo wurde 1969 für diesen Film in den Kategorien Beste Regie und Bestes Originaldrehbuch – letzteres gemeinsam mit Franco Solinas – für den Oscar nominiert. Zwei Jahre später setzte er mit Queimada – Insel des Schreckens ein weiteres Ausrufezeichen, doch obwohl der Film mit Marlon Brando in der Hauptrolle Aufmerksamkeit erregte, wurde er nicht annähernd so berühmt und erfolgreich wie sein Vorgänger.
Pontecorvos Film Kapo fungiert in der Filmtheorie seit einem Text von Jacques Rivette als Beispiel einer Filmästhetik, der eine „Moral der Einstellung“ fehlt. In seiner bekannten Filmkritik De l’abjection bezog sich Jacques Rivette auf den Film Kapo (1960) von Gillo Pontecorvo und formulierte seine vernichtende Kritik an dem Film aus den ästhetischen Entscheidungen, die Pontecorvo getroffen hat: „Sehen Sie sich indessen die Einstellung an, in der Riva sich umbringt, indem sie sich in den elektrischen Stacheldraht stürzt; der Mensch der sich in diesem Augenblick zu einer Kamerafahrt vorwärts entschließt, um den Kadaver in Aufsicht zu rekadrieren, wobei er es sich angelegen sein lässt, die erhobene Hand in einem bestimmten Winkel seiner endgültigen Kadrage zu fixieren, für diesen Menschen kann man nur tiefste Verachtung empfinden.“
Pontecorvo war von 1992 bis 1996 Leiter der Filmfestspiele von Venedig. Er bekannte sich zeitlebens zum Marxismus.

## Filmografie (Auswahl)
- 1954/56: Die Windrose (Co-Regie mit sechs weiteren Regisseuren)
- 1957: Das Leben ist ohne Gnade (La grande strada azzurra)
- 1960: Kapo (Kapò)
- 1966: Schlacht um Algier (La battaglia di Algeri)
- 1969: Queimada – Insel des Schreckens (Queimada)
- 1979: Ogro (Operación Ogro)